# Médaille commémorative de la campagne d'Indochine
La médaille commémorative de la campagne d'Indochine est une décoration militaire française. Cette récompense est destinée à distinguer les militaires qui ont participé aux opérations en Indochine entre le 16 août 1945 et le 11 août 1954.

## Historique
La médaille commémorative de la campagne d'Indochine a été créée par le décret no 53-722 du 1er août 1953. Elle est destinée à récompenser tous les militaires français qui ont participé pendant au moins 90 jours à la campagne d'Indochine entre le 16 août 1945 et le 11 août 1954.
Le personnel civil navigant qui a assuré le transport des troupes peut aussi prétendre à cette décoration.

## Caractéristiques
- Médaille : d'un module de 36 mm, elle comporte sur l'avers un naja à sept têtes qui supporte un cartouche portant l'inscription en capitales « INDOCHINE » sur lequel repose un éléphant tricéphale avec en exergue, l'inscription « REPUBLIQUE FRANÇAISE ». Sur le revers, on trouve l'inscription « CORPS EXPEDITIONNAIRE FRANÇAIS D'EXTREME-ORIENT » entouré par une couronne de feuilles de chêne et de laurier. La bélière de cette décoration est formée par un dragon qui se tord.
- Ruban : de 38 mm de large, le ruban est composé de sept bandes verticales jaunes et vertes.

### Source
- Les Décorations françaises  (préf. Jean-Philippe Douin), Paris, Trésor du Patrimoine, 2003, 95 p. (ISBN 2-911468-99-6, OCLC 56111972)